# Pyrostria bispathacea
Espèce
Synonymes
- Plectronia bispathacea Mildbr.[1]

Pyrostria bispathacea (Mildbr.) Bridson est une espèce de plantes du genre Pyrostria dans la famille des Rubiaceae. C’est une plante endémique du Cameroun. 